# Michał Wierzchoń
Michał Wierzchoń (ur. 1979) – polski psycholog, profesor nauk społecznych w zakresie psychologii, profesor zwyczajny w Instytucie Psychologii Uniwersytetu Jagiellońskiego. Zajmuje się tematyką świadomości, łącząc w swoich badaniach ujęcia psychologii, filozofii, neuronauki poznawczej i nauk medycznych.

## Życiorys
W 2002 ukończył studia psychologiczne w Instytucie Psychologii Uniwersytetu Jagiellońskiego w Krakowie. W 2004 roku na Uniwersytecie Jagiellońskim, na podstawie rozprawy pt. Koszty poznawcze uczenia mimowolnego, napisanej pod kierunkiem Edwarda Nęcki, otrzymał stopień naukowy doktora nauk humanistycznych w zakresie psychologii. Tamże w 2014 roku, na podstawie dorobku naukowego oraz rozprawy pt. Granice świadomości. W poszukiwaniu poznawczego modelu subiektywności, otrzymał stopień doktora habilitowanego nauk społecznych w dyscyplinie psychologia. W 2011 roku został profesorem nadzwyczajnym Uniwersytetu Jagiellońskiego, a od 2023 roku jest profesorem zwyczajnym tej uczelni. 27 lipca 2021 roku otrzymał tytuł profesora nauk społecznych.
W latach 2010–2018 pełnił funkcję Sekretarza European Society for Cognitive Psychology. W 2021 roku został wybrany Przewodniczącym tego stowarzyszenia. W latach 2014–2017 był Zastępcą Przewodniczącego Akademii Młodych Uczonych Polskiej Akademii Nauk (PAN). Od 2012 roku jest członkiem Komitetu Psychologii PAN. W Instytucie Psychologii Uniwersytetu Jagiellońskiego kieruje założonym w 2009 roku Laboratorium Badań Świadomości. Od 2020 roku stoi na czele utworzonego dzięki jego staraniom Centrum Badań Mózgu, międzywydziałowej jednostki Uniwersytetu Jagiellońskiego. Zasiada również w radzie redakcyjnej czasopisma Psychology of Consciousness: Theory, Research and Practice.
Od października 2024 r. przejął stanowisko dyrektora Instytutu Psychologii Wydziału Filozoficznego UJ.